# Thieplatz von Räbke

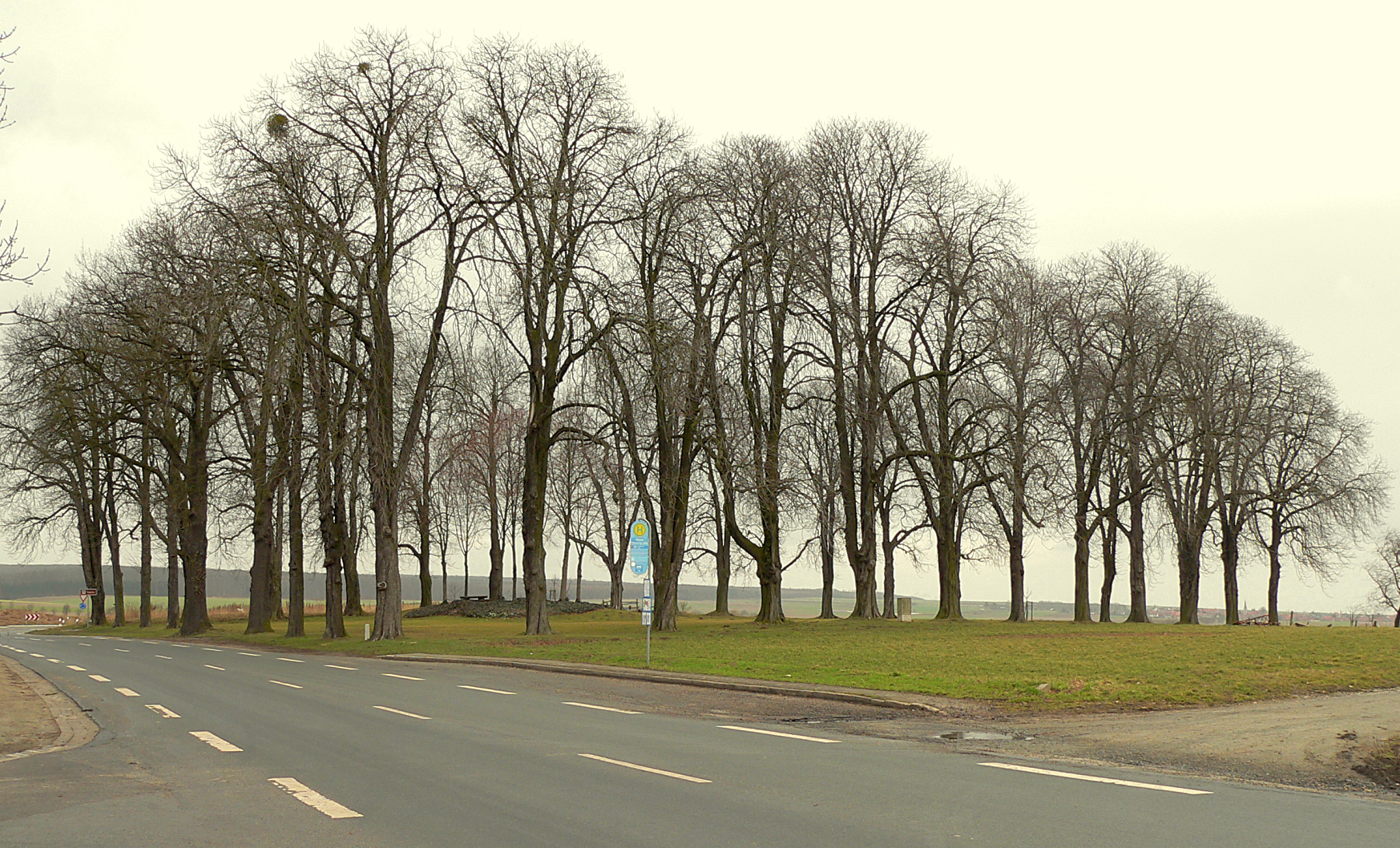
Thieplatz von Räbke

Der Thieplatz von Räbke ist ein von Kastanien gesäumte, etwa 70 × 70 Meter großer Platz in Räbke in Niedersachsen. Der Thieplatz am Nordrand des Dorfes ist der einzige Thie im Braunschweiger Land, der in seiner früheren Größe erhalten geblieben ist. Heute wird das 1966 als Landschaftsschutzgebiet ausgewiesene Platzgelände als Festplatz genutzt. 

## Geschichte
Auf dem Thieplatz fanden sich Äxte und Beile aus der Zeit um 4000 bis 3000 v. Chr., die belegen, dass die Gegend bereits in der Jungsteinzeit besiedelt war. Gefundene Spinnwirtel und Scherben von Keramikgefäßen zeugen von der Nutzung des Platzes im Mittelalter. Im Südwesten des Platzes standen auf dem kleinen Hügel früher sieben Linden. Einer örtlichen Sage nach seien die Bäume für sieben im Dreißigjährigen Krieg gefallene Offiziere gepflanzt worden. Angeblich haben die Bäume Friedrich dem Großen auf seiner Hochzeitsreise so gut gefallen haben, dass er eine Rast unter den Bäumen einlegte. Die Linden wurden in den 1970er Jahren gefällt und an der Stelle wieder neu angepflanzt. Vermutlich befand sich hier ursprünglich die Gerichtsstätte. Der kleine Hügel mit einer Höhe von 1,5 Meter und einem Durchmesser von 23 Metern wird von Archäologen als Hügelgrab angesehen und steht unter Denkmalschutz. Näheres zu seiner Geschichte kann erst eine archäologische Ausgrabung ergeben. Der Thie findet sich als älteste Darstellung auf Karten aus dem 18. Jahrhundert.
Seit langem wird der Thie als Festplatz des Dorfes genutzt. Im 19. Jahrhundert fanden auf ihm bei Hochzeiten Brauttänze statt. Am Johannistag im Juni wurde auf dem Platz das Fahnenfest gefeiert. 1914 wurde den Räbker Bürgern der Ausbruch des Ersten Weltkriegs auf dem Thie verkündet. 1955 plante die Gemeinde Räbke, auf dem Thie eine Turnhalle zu errichten, was eine auf Grundlage eines Gutachtens des Braunschweigischen Landesmuseums für Geschichte und Volkstum vom Landkreis Helmstedt 1958 ergangene Ausweisung als geschützter Landschaftsteil verhinderte. Heute findet auf dem Thie jedes Jahr das dreitägige Räbker Sommerfest mit Festzelt, Tanz und Karussell statt.
2015 wurde am Thie eine neue Informationstafel zur Geschichte des Platzes aufgestellt. 2021 wurde bekannt, dass die meisten der 34 Kastanienbäume durch Miniermotten geschädigt sind und eine Ersatzbepflanzung notwendig ist.

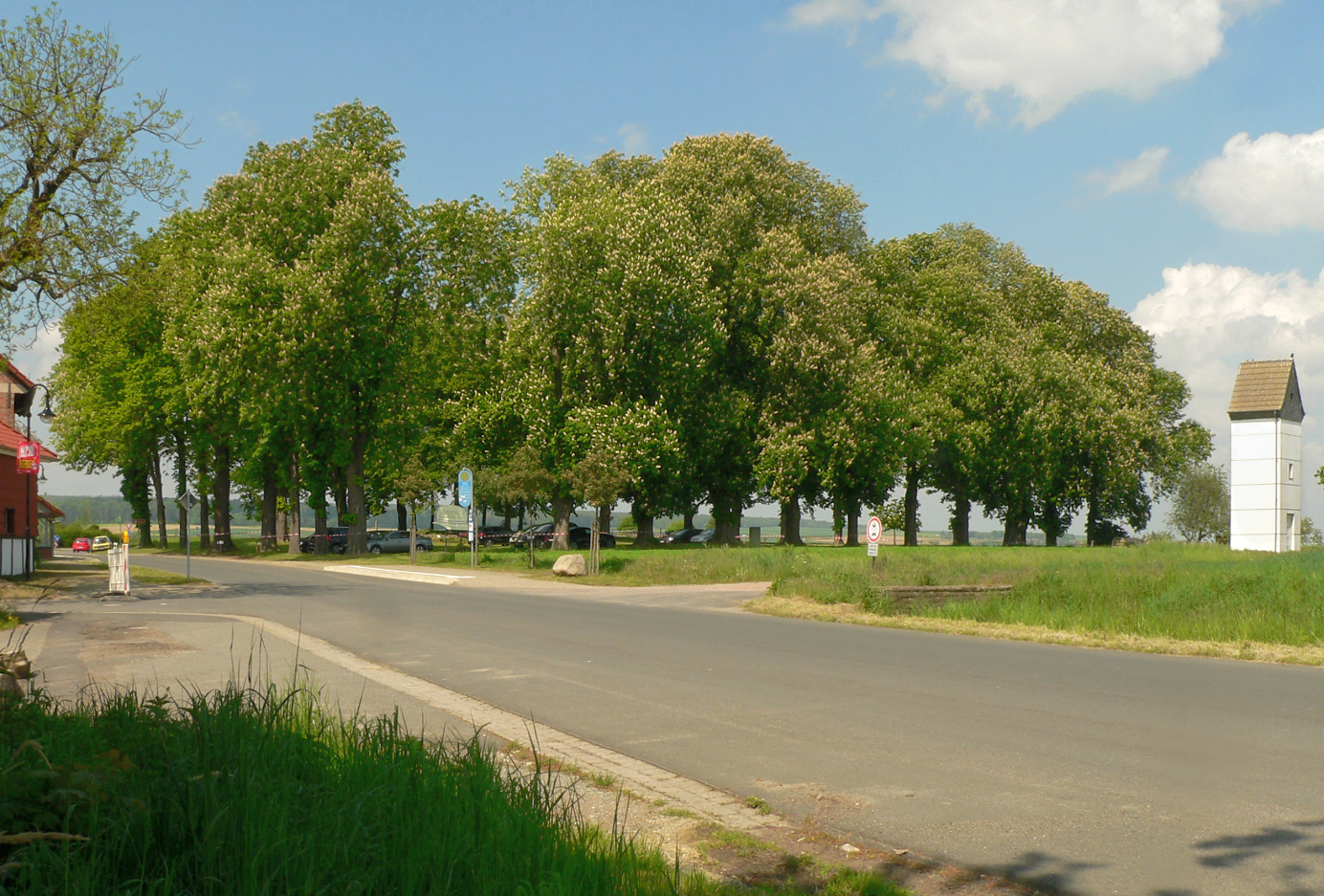
Der Thieplatz im Frühjahr
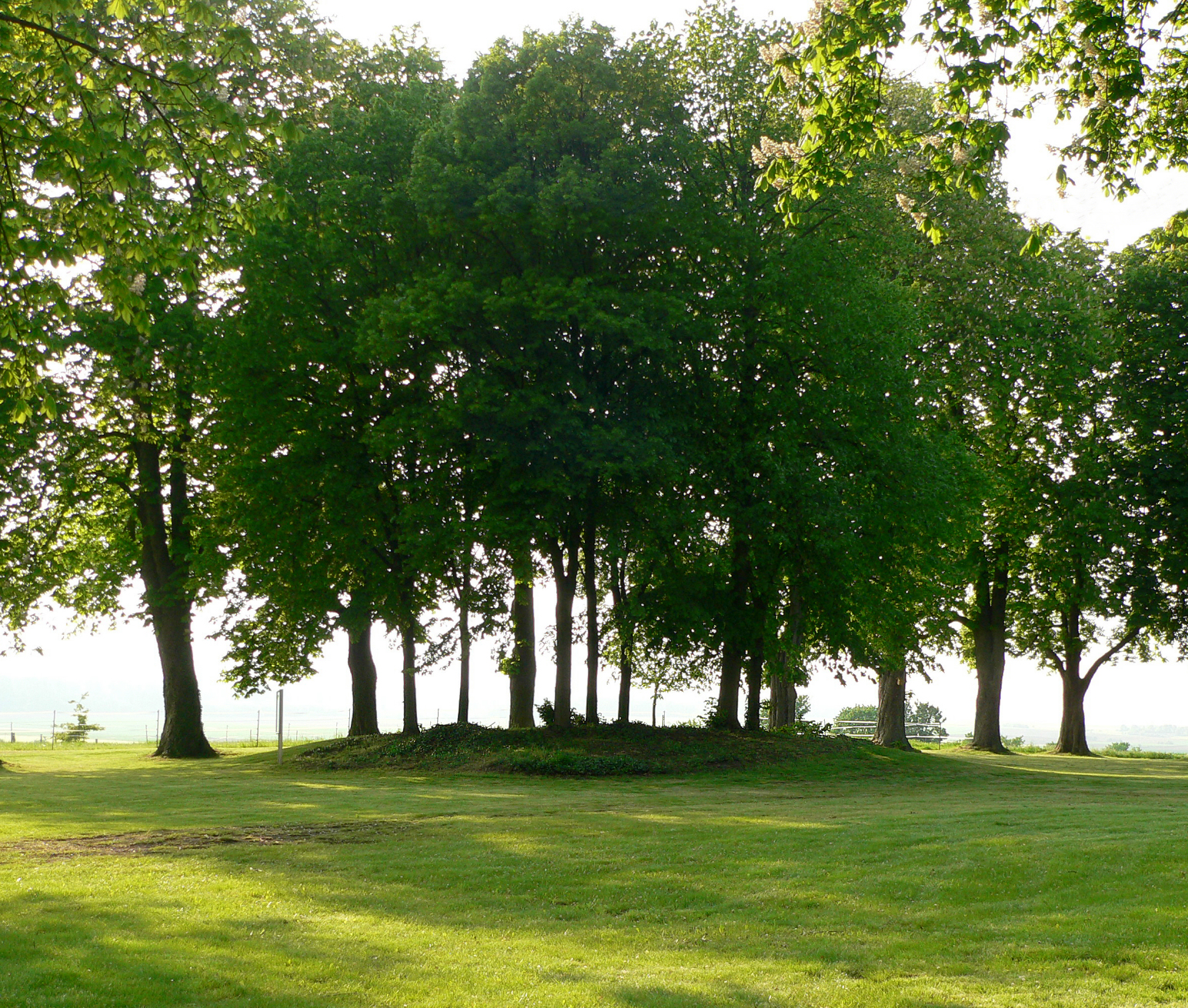
Der Grabhügel auf dem Thieplatz
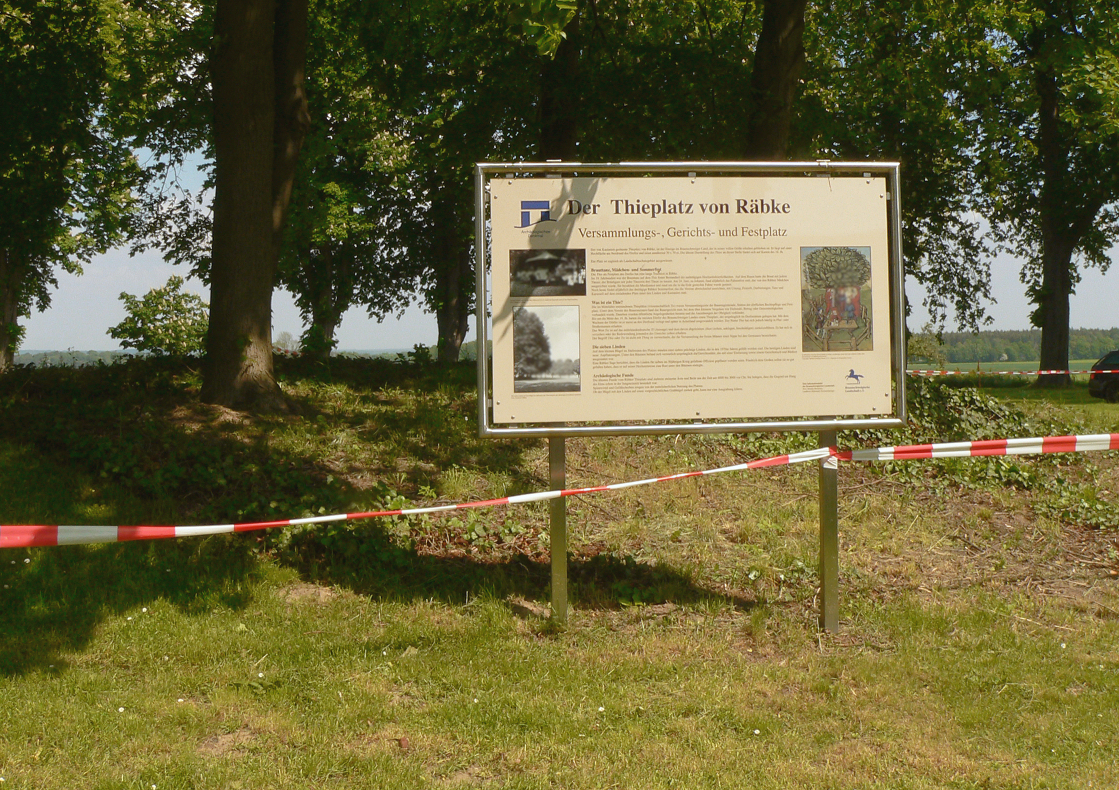
Informationstafel auf dem Thieplatz